# Аштаракский район
Аштаракский район — административно-территориальная единица в составе Армянской ССР и Армении, существовавшая в 1930—1995 годах. Центр — Аштарак.

## История
Аштаракский район был образован 9 сентября 1930 года.
Упразднён в 1995 году при переходе Армении на новое административно-территориальное деление. После упразднения Аштаракский район вошел в состав Арагацотнской области.

## География
На 1 января 1948 года территория района составляла 937 км².

## Административное деление
По состоянию на 1948 год район включал 25 сельсоветов: Аванский, Агаракский, Арагацотнский, Арагюхский, Аргелский, Арташаванский, Ахсский, Аштаракский, Бюраканский, Воскевазский, Довринский, Егвардский, Карашамбский, Карбинский, Кошский, Назырванский, Парпинский, Оганаванский, Ошаканский, Сасуникский, Талишский, Такиянский, Техерский, Уджанский, Шамиранский.